# 北宗
北宗（ほくしゅう）は、中国における禅宗の一派であり、唐代に則天武后に迎えられた神秀とその門弟子らの一派を指す。しかし、神秀らは北宗を自称したわけではなく、この名称は神会が自身の論敵として神秀の弟子たちを指して用いた通称に由来するものである。

## 歴史
中国禅宗の五祖にあたる弘忍の高弟であった神秀は、晩年に則天武后により都（洛陽）に迎えられ、帝室の尊崇を受けながら都において死去した。神秀の死後も、その弟子たちは帝室の保護を受け、多くの官人の支持を受けていた。
洛陽の荷沢寺に拠った神会は、この僧侶たちをまとめて北宗と呼び、真の仏法である頓悟に反する漸悟の教えを主張しているとして非難した。しかし、これに同調する者はほとんどおらず、神秀の弟子たちを支持する政府高官によって神会は洛陽を追放された。
755年（天宝14載）に発生した安禄山の乱にて神会が洛陽に復帰した後、香水銭（度牒を売る制度）の功績もあって、神会を支持する役人は増加して荷沢宗が隆盛したが、神会の批判の的であった北宗系統も継承されていった。しかし845年（会昌5年）の会昌の廃仏により、北宗系統ともども歴史から消滅した。この南北両宗の確執と栄華と没落は、後の禅宗に大きな影響を与え続けていくことになった。
20世紀には、敦煌文献中に北宗の新出文献が発見されている。

## 人物
北宗一派に属する高僧としては、その祖師とされる神秀、そしてその弟子である普寂や義福が挙げられる。普寂の弟子であった道璿によって、北宗禅は日本にも伝えられた。
また、チベットのラサにおいて792年（貞元8年）に開催されたサムイェー寺の宗論に参加した大乗和尚（摩訶衍）も北宗の僧侶であったとされる。

## 特徴
神秀は、本来清浄である心を観察する「観心」を教えたということが、現存する彼の文献から明らかになっている。また、その他の北宗の文献では、心は存在する場所を特定できず、遍満してすべてのものに潜在しているのであるとしている。したがって「観心」は、その対象である心がどこにもありかつどこにもない。このような過程を通じて主客の二元性を超越するのが、神秀らの教えた禅定である。
『六祖壇経』や神会の北宗非難には、神秀が無明と悟りの二元性を超えられない漸悟の立場を取っているとして批判されているが、実際には何らの段階論も説かなかったことが、近年の研究で明らかになっている。